# L'Ami de mon amie
L'Ami de mon amie is een Franse filmkomedie uit 1987 onder regie van Éric Rohmer. 
Met uitzondering van enkele minuten in Parijs vindt de gehele film plaats in Cergy-Pontoise, een ville nouvelle ten noordwesten van Parijs. De beslotenheid van deze stadswijk speelt een grote rol; Rohmer laat er de voor hem typische toevallige ontmoetingen plaatsvinden. 
De lokale architectuur komt veelvuldig in beeld. Het zijn gebouwen van architecten Henri Bernard, Claude Vasconi, Georges Pencréac'h en Renzo Moro, maar de meeste aandacht gaat uit naar het appartement van hoofdpersoon Blanche in de Colonnes de Saint-Christophe, een in 1986 opgeleverd postmodernistisch gebouwencomplex ontworpen door Ricardo Bofill.

## Verhaal
De 24-jarige Blanche werkt in het stadhuis van Cergy. In de kantine komt de twee jaar jongere Léa bij haar aan tafel zitten, waarna ze bevriend raken. Blanche is introvert, kent niemand in Cergy en is single; Léa is het tegenovergestelde en is aan het daten met Fabien.
In het lokale zwembad, waar Blanche Léa leert zwemmen, ontmoeten ze Alexandre, een vriend van Fabien. Blanche is geïnteresseerd, maar zodra hij later bij hen aan tafel komt zitten slaat Blanche dicht. Bovendien blijkt dat hij aan het daten is met Adrienne, al lijkt die relatie niet lekker te lopen.
Ook Léa twijfelt ondertussen over Fabien en gaat zelfs stiekem met iemand anders op vakantie. Ze geeft Blanche haar ticket voor Roland Garros, zodat zij daarheen kan met Fabien, Alexandre en Adrienne. Aldaar voelt Blanche zich opnieuw niet op haar gemak en verlaat de groep. De volgende dag komt ze Adrienne tegen, die haar vertelt dat niet Alexandre maar Fabien een oogje op haar heeft.
Tijdens Léa’s vakantie komen Blanche en Fabien elkaar een paar keer toevallig tegen. Ze besluiten samen te gaan windsurfen. Omdat Blanche nog altijd aan Alexandre denkt, is ze op haar gemak met Fabien. Ze blijken veel gemeen te hebben en spreken vaker af, in en om Cergy, om te eten, zwemmen en wandelen. Blanche komt huilend in gewetensnood: ze begint gevoelens te krijgen voor l’ami de son amie. Ze zoenen niettemin, Fabien blijft slapen, maar Blanche besluit dat het eenmalig en geheim moet blijven.
Als Léa terugkomt blijkt dat zij en Fabien weer bij elkaar zijn. Tevergeefs probeert zij Blanche te koppelen aan Alexandre. Als ze met z’n drieën naar een feestje gaan en Léa vertelt dat het toch weer uit is met Fabien, laat Blanche Léa alleen met Alexandre. Opnieuw komt ze toevallig Adrienne tegen, die haar uitnodigt voor een kunstopening in Parijs. Tijdens het eten vertelt Adrienne hoe zij is afgeknapt op Alexandre, wat overslaat op Blanche.
Terwijl Léa en Alexandre aan het flirten zijn en besluiten samen op vakantie te gaan, zien Blanche en Fabien elkaar ook weer, en ook zij besluiten op vakantie te gaan. Zowel Léa als Blanche willen rekening houden met elkaars gevoelens en houden hun nieuwe relatie geheim.
In de slotscène zien Léa en Alexandre Blanche alleen op een terras zitten. Alexandre verstopt zich en Léa gaat naar haar toe. Léa vertelt wat er gebeurd is, wat Blanche opvat als een herstel met Fabien, waarna Blanche opbiecht dat zij ook met hem geslapen heeft en Léa denkt dat ze Alexandre bedoelt. Als dat misverstand is opgehelderd verzoenen zij zich. Fabien komt aangelopen en neemt de verstopte Alexandre mee. De nieuwe koppels wensen elkaar een prettige vakantie.

## Rolverdeling
| Acteur                | Personage |
| --------------------- | --------- |
| Emmanuelle Chaulet    | Blanche   |
| Sophie Renoir         | Léa       |
| Éric Viellard         | Fabien    |
| François-Eric Gendron | Alexandre |
| Anne-Laure Meury      | Adrienne  |